# Elkhart, Texas
Elkhart là một thị trấn thuộc quận Anderson, tiểu bang Texas, Hoa Kỳ. Năm 2010, dân số của thị trấn này là 1371 người.

## Dân số
- Dân số năm 2000: 1215 người.
- Dân số năm 2010: 1371 người.